# 灰胁啄花鸟
灰胁啄花鸟（学名：Dicaeum celebicum）是啄花鸟科啄花鸟属的一种，为印度尼西亚的特有种。该物种的保护状况被评为无危。
灰胁啄花鸟的平均体重约为6.5克。栖息地包括亚热带或热带的（低地）湿润疏灌丛、亚热带或热带的湿润低地林、耕地、种植园、乡村花园和城市。